# Arade
Az Arade folyó Portugália, Algarve régiójában folyik. A folyó három községen halad át útja során: Silves, Lagoa és Portimão. A folyó a Serra do Caldeirão hegység délnyugati részén ered, a Barranco do Pé do Coelho völgyben. A folyó hossza 75 kilométer, forrása 481 méterrel fekszik a tengerszint fölött. A folyó tölcsértorkolata Portimão község és Ferragudo települések közt éri el az Atlanti-óceánt. 
A mór időktől kezdve, egészen a 19. századig a folyó Silvesig hajózható volt, amely fontos kikötője volt a térségnek. Napjainkban már csak kisebb csónakokkal lehet ilyen messzire felhajózni a folyón. A folyón két duzzasztóművet is építettek. Ezek a Barragem de Arade és tőle fentebb a folyón a Barragem do Funcho. 

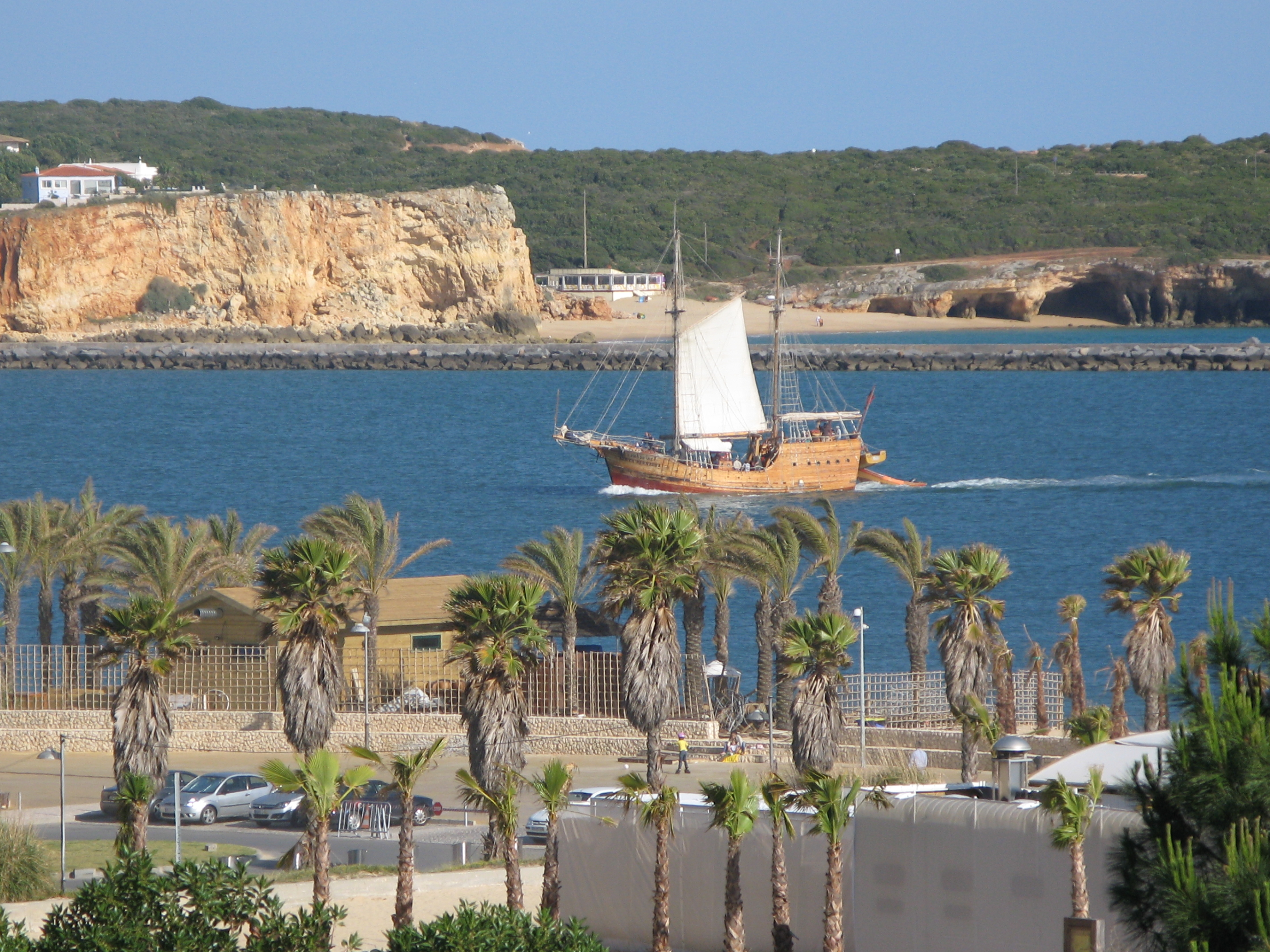
A folyó torkolata Portimão felől nézve

## Fordítás
Ez a szócikk részben vagy egészben  az   Arade River című angol Wikipédia-szócikk ezen változatának fordításán alapul.  Az eredeti cikk szerkesztőit annak laptörténete sorolja fel. Ez a jelzés csupán a megfogalmazás eredetét és a szerzői jogokat jelzi, nem szolgál a cikkben szereplő információk forrásmegjelöléseként.